# レジデンス・ザ・武蔵小杉

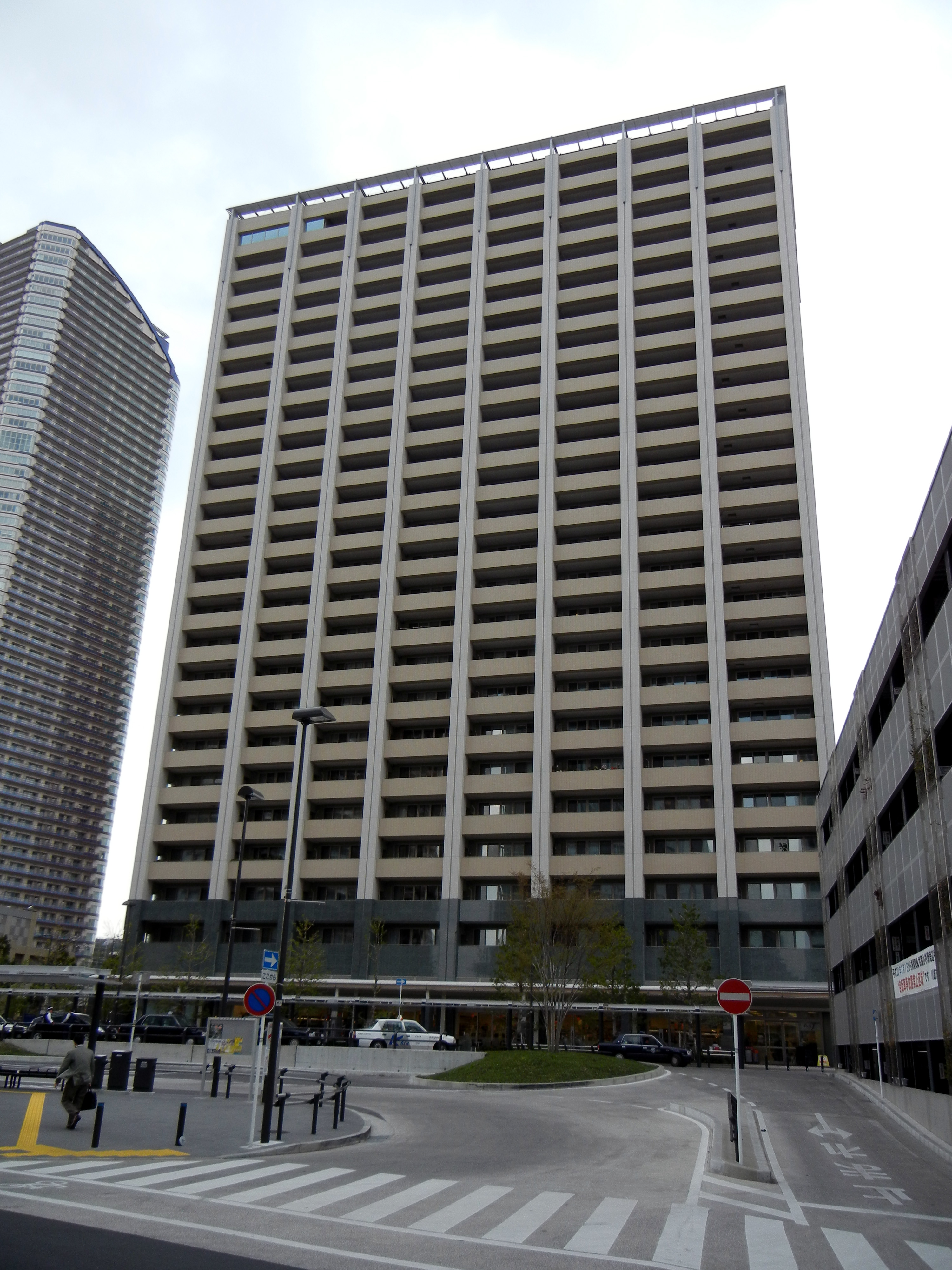
レジデンス・ザ・武蔵小杉

レジデンス・ザ・武蔵小杉（レジデンス・ザ・むさしこすぎ）は、神奈川県川崎市中原区新丸子東3丁目にある超高層マンション。コスモスイニシア（旧リクルートコスモス）が分譲を行った。

## 概要
小杉駅東部地区A地区として再開発が行われ、建設された。2000年代後半から連鎖的に行われている武蔵小杉エリアの再開発では最初の高層マンションとなっている。JR横須賀線武蔵小杉駅に最も近い地区に位置する。東急電鉄・JR南武線の武蔵小杉駅にも近い。大豊建設株式会社が建設。総戸数は389戸で、2005年7月に着工し、2007年8月に竣工した。地下1階・地上24階建て。総戸数の約80%に当たる316台収容の自走式駐車場を完備。建物は南棟と西棟に分かれており、エキスパンションジョイントで接続されている。南棟の1階には富士シティオのデリド武蔵小杉店が出店している。同時期に駅前ロータリが整備されている。

## 建築計画
- 敷地
  - 敷地面積：6672.2m2
  - 指定建蔽率：70%
  - 指定容積率：500%
- 構造：鉄筋コンクリート造
- 延べ面積：45953.4m2
- 高さ：76.25m

## アクセス
- JR横須賀線、相鉄線武蔵小杉駅より徒歩0分
- 東急武蔵小杉駅、JR南武線武蔵小杉駅より徒歩4分